# (70744) Maffucci
(70744) Maffucci est un astéroïde de la ceinture principale.

## Description
(70744) Maffucci est un astéroïde de la ceinture principale. Il fut découvert le 9 novembre 1999 à San Marcello Pistoiese par Luciano Tesi et Giuseppe Forti. Il présente une orbite caractérisée par un demi-grand axe de 2,43 UA, une excentricité de 0,16 et une inclinaison de 10,5° par rapport à l'écliptique.

## Compléments